# 战斗通行证

《堡垒之夜：空降行动》的战斗通行证，其中奖励较少的银色部分为免费通行证，奖励较多的金色部分为付费通行证

战斗通行证（英語：battle pass）或称游戏通行证，是一种電子遊戲盈利模式，通過將玩家的遊戲行為與游戏奖励相捆綁，以可视化的奖励进度驅動玩家進行遊戲；同時透過付費和免費並行的獎勵機制，讓玩家在厭惡損失的心理下增加付費意願。
战斗通行证屬於遊戲季票的變種，这一概念最早源於2013年《Dota 2》推出的「TI3互动观赛指南」（The International 2013 Interactive Compendium Bundle）。自2010年代末期，由于战利品箱系统引发争议，战斗通行证逐渐成为主流替代方案。據Gamerefinery統計，2021年第一季度各國最暢銷的一百個iOS平台網絡遊戲中，美國有近六成遊戲使用這個系統，中國有超過八成，而日本有四分之一使用，比上一年上升11%。

## 歷史
2013年，Valve受到旗下《反恐精英：全球攻势》內「回贈大行動」（Operation Payback）的啟發，在第三屆Dota 2國際邀請賽舉行期間在《Dota 2》推出了「TI3互動觀賽指南」，由於其顏色也被稱為「小綠本」。推出的目的是為了籌集邀請賽的獎金池。玩家在购买后還會獲得信使，在使用信使完成特定的挑戰後可以升級並解鎖精美的角色外觀。「TI3互動觀賽指南」給Valve帶來超1000萬美金的收益，讓過去缺乏資金的邀請賽首次盈利，Valve也在之後的邀請賽中推出同類的互動觀賽指南，陸續增加等級積分系統、獎勵金幣、遊戲道具等元素。到2016年第六屆邀請賽，互動觀賽指南改名為「勇士令状」（Battle Pass）。《Dota 2》的「勇士令状」形式上還是遊戲季票的一類變種，玩家需付費購入。
2017年，Epic Games推出的《堡垒之夜》學習了「勇士令状」系統的同時仍沿用了原名，騰訊代理版本中將其翻譯為「英雄勛章」（Battle Pass），而且根據遊戲自身機制加入賽季概念，讓這個系統能反復使用，不像《Dota 2》局限於单个比賽週期。初版「英雄勛章」和「勇士令状」一樣只限付費玩家使用，第二賽季系統改版，除了等級和獎勵增多之外，不購買的玩家也能獲得免費的「英雄勛章」，可通过完成挑戰獲得積分，但豪華的獎勵需要付費才能解鎖。這個全新的「英雄勛章」機制，做到兼顧付費和免費玩家群體，給《堡垒之夜》帶來可觀的盈利，之後不少遊戲設計師也模仿和學習，這种機制後來被統稱為「戰鬥通行證」。
戰鬥通行證系統在2017年之後開始流行，與當時主流的另一种付费模式战利品箱系統引發的爭議有關。2015年開始，战利品箱被质疑鼓励赌博，尤其是对青少年玩家造成了不良影响，因而面临多个政府相关团体的审查。2017年，學術期刊《自然》子刊《自然·人类行为》更發文表示战利品箱符合赌博的標準，呼籲各國監管。由于社會和監管的壓力，遊戲開發商開始選擇以戰鬥通行證取代戰利品箱系統，因为新系統能够使玩家看到他们可获得的所有奖励，在玩家花费大量时间完成所有等级的同时，也可以驱动玩家继续进行游戏。

## 設計及種類
戰鬥通行證的基本設計是玩家可以領取付費和免費並行兩種戰鬥通行證。付费通行证的遊戲獎勵更為豐富。隨著遊戲推進，免費通行證的獎勵會不斷減少，而付费通行证每一级都会有奖励，并且每隔10级左右会有一份大奖。随着等级不断提升，付费与免费通行证的奖励品质差距也会不断扩大，从而刺激玩家购买付费通行证。戰鬥通行證中有各種任務和目標，玩家在達成之後能獲得經驗值提升戰鬥通行證中的等級，等級設置為「有上限」和「無上限」兩種：前者如《雀姬》和《堡垒之夜》，等級到达上限後不再提供經驗值或者獲得的經驗值保留到下一次戰鬥通行證中；後者如《王者荣耀》和《Dota 2》，在達到一定等級之後獲得的獎勵將會重複。每過一個賽季，戰鬥通行證就會重置內容，玩家要重新開始挑戰相關任務和目標。遊戲的賽季由遊戲開發商決定，通常也和遊戲的資料片或者活動週期一致。戰鬥通行證的任務類型一般可分為賽季任務、每週任務、每日任務。賽季任務是在整個賽季內隨時完成；每週任務是逐週解鎖任務，當週沒有完成的任務可以在下一週繼續挑戰，直到賽季完結而重置；每日任務是需要當日完成，每天重置。部分遊戲付費和免費戰鬥通行證有不同的每週任務，或者付費的有多一種每週任務。战斗通行证通常设有时间限制，最常见的是一个月，但具体时长会根据游戏类型有所不同：休闲类和内容消耗较快的游戏时间较短，而以装饰道具为主的核心游戏则会持续更长时间；也有部分游戏推出了永久的战斗通行证。
戰鬥通行證最早出現在多人線上戰鬥競技場遊戲中。這類遊戲講求公平性，戰鬥通行證的獎勵大多為特效或裝飾物，不涉及屬性提升或者技能強化，而且自身有賽季傳統。這種付費模式並不會影響遊戲的公平性，也符合遊戲的設計邏輯。其他類型的遊戲也有推出戰鬥通行證，而且會根據其玩法對戰鬥通行證進行改動。《部落衝突》是首個加入戰鬥通行證的非競技類手機遊戲，其為了適應戰鬥通行證系統，還調整了遊戲的玩法，原遊戲內建築、英雄單位的升級時間和使用材料都下降。卡牌對戰遊戲《符文大地傳說》推出了「活动通行证」，將遊戲活動與戰鬥通行證結合，任務獎勵都是活動專屬道具。《使命召唤手遊》在戰鬥通行證原基礎上增加第三套戰鬥通行證，第三套可以付費購買，價格更貴，玩家也可以完成原基礎付費通行證以解鎖第三套通行證。
消除类游戏如《Candy Crush Saga》和《奇妙莊園》的戰鬥通行證，其实现方式包括如下三种：完成主要關卡后收集到一定的星星數量，或者完成主要關卡獲得特別的積分或獎牌，又或者完成通行證給出的特殊遊戲任務后獲得獎勵。此外，戰鬥通行證也會給予付費玩家優待，如每個關卡中玩家有更多的生命。
《PUBG mobile》（《絕地求生》行動版）中設計了另一種方法獲得提升戰鬥通行證等級的經驗值，玩家每玩100分鐘獲得一定的經驗值。還有付費提前解鎖每週任務的「EZ Mission License」機制，付費提升戰鬥通行證等級的「RP Activity Packs」機制。後期玩家多出的經驗值能用於購買裝飾品扭蛋券、升級皮膚的材料和兌換成其他遊戲貨幣。
2021年5月13日，美商藝電將一款名為「赛季奖励分配系统」的戰鬥通行證申請專利，這個系統和一般戰鬥通行證相比，提供給玩家線性的獎勵方案。這個機制下讓玩家能根據自己需求，選擇不同的獎勵方案，在滿足條件時解鎖需要的獎勵。

## 評價及影響
2018年2月22日，Epic Games開啟《堡垒之夜》第三個賽季，同時推出新的戰鬥通行證，賽季首日售出戰鬥通行證500萬份，銷售額达5000萬美元。美國電子遊戲分析師邁克爾·帕切特認為每個季度的新戰鬥通行證能給遊戲開發商來帶週期性收入，是很成功的商業模式，他認為將會有很多遊戲開發商效仿。
在《堡垒之夜》成功後，很多遊戲開發商嘗試在自家的遊戲中加入戰鬥通行證機制。部分上線數年營收已經有下降趨勢的網絡遊戲，在推出戰鬥通行證後營收有明顯改善，如2016年上線的《王國紀元》在推出「黃金通行證」後，當月營收较上月有95.3%的增長，2012年上線的《卡通農場》推出Farm Pass之後，當月營收同比增長62%。同時也有失敗的情況，如同樣是多人線上戰鬥競技場遊戲的《虚荣》在2018年4月19日推出了名為「風暴試煉」的戰鬥通行證，一年後取消，被玩家批評任務難度高，獎勵少。
遊戲媒體游戏葡萄認為戰鬥通行證是一次「游戏付费革命」，這個模式和過去付費模式相比對玩家更加友好，而且付費門檻很低，遊戲設計師能設計一套可預期的目標獎勵，刺激玩家的付費慾望，同時這套機制能提升玩家日活躍用戶量和留存率。與抽卡模式下玩家收益的不確定性相比，戰鬥通行證的收益是可以預期且固定的，而且機制也更為公平，只要付出就能有額外收穫。就职于游戏公司King的高级产品经理哈维尔·巴尔内斯（Javier Barnes）称，战斗通行证的主要目的是刺激用户的活跃度并提高留存率，其「以可持续的方式创造了一种常规的消费模式」，可能会成为游戏中的常规机制；但其认为战斗通行证亦存在不足之处：限时通行证可能会让玩家的时间压力过大，而永久通行证则会让玩家失去得到限时奖励的紧迫感。
游民星空認為戰鬥通行證改變了過去遊戲開發商將付費和免費玩家分別對待的做法，在如何引導免費玩家轉化為付費玩家的問題上給予新的啟示，隨著戰鬥通行證模式的普及，玩家的消費習慣也會改變。
Google Play業務經理Moonlit Beshimov將戰鬥通行證歸為「訂閱」模式的一種，认为与航空公司的飛行常客獎勵計劃类似，鼓勵遊戲開發商嘗試這種商業模式。

## 備註
1. ↑  消除類遊戲的每個關卡會有數個分數目標，每個目標完成獲得一個星星，玩家消除得元素越多，分數越高。
2. ↑  在部分消除類遊戲中，玩家的錯誤或無效操作會削減生命值，生命值為零時視為失敗。
3. ↑  《堡垒之夜》一般每兩個月一個賽季。